# ليبرالية (علاقات دولية)
الليبرالية كلمة لاتينية تعني الحرية والاستقلالية، أي التحرر التام من كل أنواع الإكراه الخارجي، سواء أكان دولة أو فرداً، حيث يتمحور مفهوم الليبرالية أكثر حول «الفرد» صاحب القيمة بحد ذاته، وجب احترامه، بغض النظر إلي ديانته أو مذهبه أو حتى معتقده السياسي.
كان الإسهام الأول لنظرية الليبرالية في حقل العلاقات الدولية هو كتاب خطاب الدولة لإمريك كورسيه عام 1623، والذي ينصح الأقوياء بالسعي أكثر لتحقيق السلام العالمي، كما ساهمت إسهامات روبرت كيوهن و جوزيف ناي في مجموعة من المقالات والكتب في التصدي لمداخل النظرية الواقعية.
أما الموضوعات الرئيسية التي يشملها الفكر الليبرالي هي أن البشر يمكن الارتقاء بهم إلى درجة الكمال، رافضين بهذا قول الواقعيين أن الحرب هي الشرط الطبيعي للسياسات العالمية، وكذلك قول الواقعيين بأن الدول هي الفاعل الوحيد في مسرح السياسة الدولية، فبالرغم من أن الليبراليين لم ينكروا أهميتها لكن أضافوا إليها مسرح السياسة الدولية فواعل أخرى هامة مثل المنظمات الدولية وجماعات الضغط والشركات متعددة الجنسيات بل وأيضاً الأفراد.

## التعريف
يعرفها أندرو مورافيسك – أستاذ العلاقات الدولية بجامعة برنستون، بأنها نموذج معرفي ونظري وتجريبي إلى حد كبير، لديه قدرة أكبر من باقي المدارس الفكرية الأخرى مثل الواقعية والمؤسساتية والبنائية، أما في مجال العلاقات الدولية فالليبرالية تعني تلك المدرسة الفكرية أو البرنامج البحثي التي تعني بدراسة العلاقات بين الدول عن طريق تتبع التأثيرات المتنوعة التي يحدثها الفاعلون المحليون والدوليون على قدرة وأداء الدولة.
جاءت المدرسة الليبرالية من خلفية اقتصادية، ترى أن اهتمام الدول يتركز في تحقيق المصلحة الوطنية في إطار مفهوة «الثروة». فالدول تسعي لرفع مستوي رفاهية مواطنيها، ورفع مستويات المعيشة والازدهار الداخلي وتوسيع نطاق تجارتها الخارجية فهي تسعى نحو الثروة. وليس للأمن كما تذهب الواقعية.

## المبادئ الأساسية
- الفاعلون الأساسيون في العلاقات الدولية بجانب الدول هم الأفراد وجماعات المصالح الخاصة المنظمة.
- أن الأفراد وجماعات المصالح تمثل عصب المجتمع المحلي والقواعد المبنية على مصالحها هي التي تحدد أداء ودور الدولة في السياسة الدولية، وطبيعة الدول تمثل تعبيراً لمصالح ومتطلبات الأفراد والجماعات المحلية.
- أن تجزء الاعتماد المتبادل للدولة مع جيرانها وباقي الفاعلين الدوليين هو الذي يحدد سلوكها وأدوات تحركها في السياسة
- أن العولمة تؤثر على طبيعة الفاعلين الاجتماعيين في السياسة الدولية، بصورة قد تؤدي إلى اختلاف متطلبات واحتياجات الأفراد والجماعات المحلية وبالتالي على السياسة الدولية.

## طبيعة النظام الدولي
ترى المدرسة الليبرالية أن خير الطرق لتحقيق التعاون الإقليمي وتفسير العلاقات والتفاعلات الإقليمية هو انتهاج سلوكيات مثل التكامل الإقليمي. وذلك عن طريق بناء مؤسسات دولية/إقليمية تكون قادرة على كبح جماح الدول التوسعية في أي إقليم، وتضيق حيز الشك والريبة الذي يتميز بها العلاقات في النظام الدولي – كما يذهب الواقعيون – نتيجة غياب وجود سلطة عليا في هذا النظام الفوضوي. حيث يوفر قيام هذه المؤسسات وجود نوع من تدفق وتوافر المعلومات عن باقي الدول المجاورة، وهو ما يتيح للدول التقليل من الشعور بعدم الثقة تجاه نوايا الدول الأخرى. حيث يكون وجود مثل هذه المنظمات بمثابة رادع أمام القوى العدوانية الأخرى، ومنعها من التعدي على جيرانها الضعفاء، بما توفره هذه المنظمات من مقيدات على سلوك الدول الأعضاء بها.